# アサダワタル
アサダ ワタル（1979年 - ）は、日本の文化活動家、アーティスト、文筆家、博士（滋賀県立大学・2016年）。「住み開き」の提唱者。近畿大学文芸学部特任講師。大阪府出身。

## 略歴
2002年、大阪市立大学法学部卒業。在学中からバンド「越後屋」のドラマーとして、くるり主宰レーベルNOISE_McCARTNEY_RECORDSより2枚のCDアルバムをリリースしたのち解散。2003年以降はソロ活動など紆余曲折を経て、大阪でNPO法人cocoroom（こえとことばとこころの部屋）や宗教法人應典院に勤めながらアートによる独特なコミュニティ活動を展開した。。2009年に提唱したソーシャルコンセプト「住み開き」が話題となる。2010年、個人オフィス事編kotoami設立。グループワークとして、ドラムを担当するサウンドプロジェクト「SjQ++」では、アルス・エレクトロニカ2013デジタル音楽部門準グランプリ受賞。2013年に滋賀県立大学大学院環境科学研究科で「音楽による想起がもたらすコミュニケーションデザイン」にまつわる実践的研究に従事。2016年に博士号（学術）を取得し、大阪市立大学都市研究プラザ特別研究員、東京大学大学院、京都精華大学非常勤講師。東京都足立区千住エリアでの「千住タウンレーベル」や、福島県いわき市の復興公営住宅での「ラジオ下神白」など、音楽を主とした文化事業のディレクターとしても活動している。またアール・ブリュットを始めとした、障害福祉分野における文化活動にも積極的に関わり、社会福祉法人愛成会品川地域連携推進室コミュニティアートディレクターを務める。2022年より近畿大学文芸学部文化デザイン学科特任講師に着任。

## 主な著作
（単著）
- 『住み開き 家から始めるコミュニティ』筑摩書房、2012年。ISBN 978-4480878496
- 『コミュニティ難民のススメ 表現と仕事のハザマにあること』木楽舎、2014年。ISBN 978-4863240803
- 『表現のたね』モ・クシュラ、2015年。ISBN 978-4907300029
- 『想起の音楽 表現・記憶・コミュニティ』水曜社、2018年。ISBN 978-4880654478
- 『ホカツと家族 家族のカタチを探る旅』平凡社、2019年。ISBN 978-4582838220
- 『住み開き増補版 もう一つのコミュニティづくり』筑摩書房、2020年。ISBN 978-4480436580

（編著）
- 『アール・ブリュット アート 日本』平凡社、2013年。ISBN 978-4582620573
- 『ボーダレス・アートミュージアムNO-MA10年の軌跡 ―境界から立ち上がる福祉とアート―』社会福祉法人グロー、2014年。ISBN 978-4990779702

（共著）
- 「日常編集」『編集進化論 editするのは誰か？』フィルムアート社、2010年、121-138頁、ISBN 978-4845910540
- 「”イメージ"としてのコミュニティへの想像力を養う」『クリエイティブ・コミュニティ・デザイン 関わり、つくり、巻き込もう』フィルムアート社、2012年、112-115頁、ISBN 978-4845912902
- 「座談会 コミュニティの現在地を探る (特集 「コミュニティ」が文化をつくる)」『こころ』7号、平凡社、2012年、18-33頁、ISBN 978-4582380071
- 「「本」が生み出す、これからのコミュニティ (本と人、人と人をつなぐ仕掛けづくり)」『LRG = ライブラリー・リソース・ガイド』5号、アカデミック・リソース・ガイド、2013年、30-49頁
- 「対談 釈徹宗のだから世間は面白い(第23回)成熟ニッポンを、「住み開き」で変えよう。」『Fole』146号、みずほ総合研究所、2014年、26-30頁
- 「「私」と「社会」のハザマで「表現」し続けること」『震災前後――2000年以降 (ひとびとの精神史 第9巻)』、岩波書店、2016年、365-377頁、ISBN 978-4000288095
- 「Q8 どんな仕事でも自己表現になりますか？」『釜ヶ崎で表現の場をつくる喫茶店、ココルーム』フィルムアート社、2016年、96-99頁、ISBN 978-4845916009
- 「「わたしたち」が、「老後」を物語るために、「今」できることについて、考えてみた。(特集 老後崩壊 : 下流老人・老老介護・孤独死…)」『現代思想』44(3)号、青土社、2016年、208-215頁、ISBN 978-4791713141
- 「本 介護にひそむコミュニケーションの創造性 : 芸術との接続点を参照に : 細馬宏通『介護するからだ』」『こころ』35号、平凡社、2017年、162-165頁、ISBN 978-4582380354
- 「討議 不自由な〈表現〉がつなぐもの (特集 障害者 : 思想と実践)」『現代思想』45(8)号、青土社、2017年、180-195頁、ISBN 978-4791713424
- 「表現 : 「他者」と出会い、「私」と出会うための「創造的な道具」 (特集 「コミュ障」の時代)」『現代思想』45(15)号、青土社、2017年、204-212頁、ISBN 978-4791713493
- 「その「地域」にだけ「流通」する「音楽」は可能か? : 東京都足立区「千住タウンレーベル」の試みから (特集 物流スタディーズ : ヒトとモノの新しい付き合い方を考える)」『現代思想』46(5)号、青土社、2018年、183-196頁、ISBN 978-4791713615

（共訳著）
- 『ながいながいみち』バナナブックス、2016年。ISBN 978-4902930313

（学位論文）
- 朝田亘「音楽による想起がもたらすコミュニケーションデザインについての研究」滋賀県立大学 博士（学術）, 環課第52号、2016年11月30日、doi:10.24795/24201k094。

（論文）
- 「コミュニティ難民 試論 : 表現を携えて領域を漂泊する実践例から (特集 境界を生き抜く〈身振り〉)」『日本ボランティア学会学会誌』、日本ボランティア学会、2012年、49-59頁
- 「"中古"から"Re-livable"ヘ文脈重視の創造的転用 : 住み開きをきっかけに (特集 中古住宅の創造的再生)」『住宅』61号、日本住宅協会、2012年、55-63頁
- 「「住み開き」提唱後の現状から見えるコミュニティの未来」『都市計画』62号、日本都市計画学会、2013年、18-21頁
- 「新しい｢居場所｣から余暇を再編集する (特集 余暇から本暇へ : 創造的な時間への転換術)」『CEL : Culture,energy and life』104号、大阪ガスエネルギー・文化研究所、2013年、28-31頁
- 「住み開き : 住むことから再考する「わたし」のこと、「まち」のこと、「しごと」のこと。そして、その「境界」(第3部|住むことから考える-住むことの現在,<特集>住むことから考える)」『建築雑誌 』129号、日本建築学会、2014年、24-25頁
- 「音楽を「使いこなす」. ポピュラー音楽を用いた. コミュニティプロジェクトについての研究」『アートミーツケア』6号、アートミーツケア学会、2015年3月、01-24頁
- 「音楽による想起がもたらすコミュニケーションデザインの可能性 : 歌声スナック「銀杏」における同窓会現場を題材に」『京都精華大学紀要 = Journal of Kyoto Seika University』49号、京都精華大学、2016年9月、23-47頁
- 「表現的実践を通じた「ケア・支援観」の変遷にまつわるレポート : 大阪府堺市kokoimaの現場から」『関西都市学研究』2号、包摂型社会研究会、2018年、70-70頁
- 「他者（まち）への「迂回路」表現によるコミュニティデザインの可能性についての試論」『サービソロジー』6号、サービス学会、2019年、28-34頁